# Водний туризм
Водний туризм (морський туризм, річковий туризм, озерний туризм) — один з різновидів туризму, в основі якого подолання маршруту водною поверхнею.

Розрізняють декілька підвидів водного туризму: сплав по річках, рафтинг, вітрильний туризм, каякінг, каньйонінг (подолання каньйонів без допомоги плаваючих засобів), віндсерфінг, вейкбординг, дайвінг, яхтинг.

## Плавальні засоби для водного туризму
- водні лижі, водна дошка;
- каяк, каное (одно-, двомісний засіб сплаву);
- катамаран, педальний (пляжний) катамаран (від 2 до 6 чоловік);
- бублик (від 2 до 4 осіб);
- байдарка (двомісне судно);
- рафт (від 2 до 10 осіб);
- пліт (від 4 і більше осіб);
- надувні плоти і човни (від 1 і більше осіб).
- круїзні лайнери

Катамарани — двокорпусні судна; корпуси судна з'єднуються зверху рамою: сплавні катамарани, використовують для сплаву по річках. Вітрильні катамарани використовуються для
здійснення подорожей під вітрилом (у тому числі морського і океанського класу).
Байдарки та каяки — малогабаритні легкі безпалубні судна, що приводяться в рух, головним чином, мускульною силою людини. Каяк поділяється на безліч різновидів, головні з яких: родейний, водоспадний, для грального сплаву.
Плоти бувають різноманітних конструкцій, розраховані на рух головним чином з потоком води, з маленькою швидкістю.
Різновиди плотів: дерев'яні плоти (з колод), рамкові — з надувними елементами, честер — різновид плота, що відрізняється способом веслування і посадки веслярів: веслярі сидять обличчям одне до одного на гондолах, розташованих поперек ходу судна, надувні плоти (рафт).
Каяки  — вузький і довгий мисливський човен у народів півночі (ескімоси, алеути, чукчі, інуїти та ін.), довжиною до шести метрів.
Каное  — невелике гребне, або вітрильно-гребне судно, для якого характерні веретеноподібна форма корпусу і спосіб веслування одним однолопатевим лопатоподібним веслом без кочета.

## Категорії складності водних маршрутів
Найчастіше для класифікації рівнів водних маршрутів, застосовують американську версію International Scale of River Difficulty (American Whitewater), згідно з якою всі річки для сплавів ділять на шість категорій:
- I (Л) — легкий. Течія не надто швидка, перешкоди нечисленні і легко прохідні (мілини, одиночні валуни тощо).
- II (П) — простий. Перешкоди помірно складні, трапляються ділянки з прискореною течією, невеликі водоскати та пороги.
- III (СР) — середній. Трапляються високі хаотичні вали, течії, великі воронки, гілля дерев. Перешкоди великої небезпеки не становлять, проте вимагають гарних навичок у маневруванні.
- IV (С) — складний. Річки з потужним потоком, непередбачуваними перешкодами та складними порогами. Лінія руху не проглядається з води, потрібна попередня розвідка та страховка.
- V (Т) — важкий. Надзвичайно складні маршрути, можуть становити велику небезпеку та загрозу життю. Перешкоди безперервні, включають водоспадні зливи, украй вузькі проходи. Попередній огляд шляху та страховка обов'язкові.
- VI (ТТ) — дуже важкий. Екстремально-складні для проходження бурхливі річки, становлять смертельну небезпеку для життя. Категорія поєднує маршрути із гранично можливими умовами для проходження суден. Також виділяють окрему підкатегорію ТТТ, яка включає маршрути з одиничними випадками проходження або повною відсутністю таких.

## Популярні країни водного туризму
Найпопулярнішими місцями водного туризму у світі є США, Канада, Швеція, Туреччина, Єгипет, Австралія, Китай, Індонезія, Бразилія, Словаччина, Норвегія.

## Найвідоміші водні об'єкти США
- Група Великих озер (Верхнє, Мічиган, Гурон, Ері, Онтаріо) — являють собою найбільшу групу озер на нашій планеті. Судноплавство тут розвинене з давніх часів, тому тут налічується тисячі затонулих кораблів. Це місце стало одним з центрів дайвінгу в Сполучених Штатах.
- Гранд-каньйон (річка Колорадо) — є одним з головних місць туризму в США — його щорічно відвідують більше 2 млн осіб. Довжина каньйону — 466 км, глибина — до 1600 м, ширина на рівні поверхні плато — 8—25 км, поблизу дна — менше 1 км (на окремих ділянках — до 120 м). У межах каньйону річка Колорадо тече зі швидкістю до 25 км/год. Робота річки також супроводжувалася підйомом плато Колорадо, що підсилює її дію, тому і водний туризм тут має великий попит, найпопулярнішою розвагою є — спуски по річці на каное або байдарках.
- Ла Джолла Ков (англ.La Jolla Cove) — невелика бухта з пляжем, оточена скелями в Ла-Хойя, Сан-Дієго, Каліфорнія. Цей район охороняється як частина морського заповідника і є популярним серед любителів підводного плавання, плавців і аквалангістів.

Також, водний туризм є значною мірою розвинений в багатьох прибережних містах Америки, таких як: Сан-Дієго, Маямі, діловий та водночас колоритний Нью-Йорк, Сан-Франциско, Лос-Анджелес та багато інших.

## Найвідоміші водні об'єкти Канади
- Національний парк Грос Морн — парк є місцем всесвітньої спадщини ЮНЕСКО, де розміщені стрімкі стіни скелі, водоспади та цікаві гірські породи, вирізані льодовиковими водами. Більшість відвідувачів відвідують екскурсії на човні, щоб оцінити краєвиди цього місця, але є також туристичні маршрути на байдарках.
- Річка Гранд-Бален — річка дуже популярна через каякерів, також тут можна насолодитися риболовлею та чудовими краєвидами.
- Алгонкінський провінційний парк — природна територія, що особливо охороняється, в канадській провінції Онтаріо. Туристи полюбляють тут як і піші прогулянки, так і прогулянки на каное.
- У Канаді є велика кількість річок, на багатьох із них можна орендувати човни, байдарки, каное чи навіть каяки та прогулюватись різними маршрутами, водночас роздивляючись вражаючу природу цієї країни.

## Найвідоміші водні об'єкти та міста Індонезії
- Острів Балі (Кута, Санур, Денпасар) — основна маса туристів зупиняється саме на цьому острові, тут є найрізноманітніші види відпочинку, і в тому числі водний. Найпоширенішим є дайвінг та серфінг, але також і рафтинг, віндсерфінг, яхтинг, каньйонінг беруть велику ініціативу в плані водного туризму на себе. Основним ресурсом виступає Індійський та Тихий океани.
- Річка Телага Ваджа (англ. Telaga Waja) — відома тим, що на ній проводять сплави за течією, протяжністю 13 км. Найкращим є сезон дощів, бо ріка є повноводна та швидша, що додає більше адреналіну та емоцій.
- Острів Гілі-Траванган — де можна не просто пірнати у воду, а робити це навіть з акулами.

## Перспективи та розвиток водного туризму в Україні
Водний туризм в Україні наразі розвинений настільки, що з кожним роком отримує у свої лави дедалі більше шанувальників. Нашу країну заведено вважати царством степів, але насправді тут знаходиться безліч річок, спокійних і бурхливих, що дозволяють туристам-водникам брати участь у рафтингу та сплавах по річці. В Україні понад сімдесят тисяч річок, безліч озер та водосховищ, крім того, вона ще й омивається водами двох морів. Густота річкової мережі нерівномірна, що зумовлено кліматом та характером рельєфу. Хорошим потенціалом у розвитку водного туризму в Україні є 163 ріки, загальна протяжність водних артерій, придатних для водного туризму понад сто кілометрів. Водні подорожі можна здійснювати навіть із Європи, через Дунай та Віслу. Внутрішні водні туристичні маршрути проходять карпатськими річками: Чорним і Білим Черемошами, Черемошем, Прутом, а також Дніпром, Південним Бугом, Дністром, сплавом Десни і т. д.
Все це сприяє тому, що водний туризм в Україні має все більшу популярність. Маршрути можуть бути запропоновані різні, і кожен зможе вибрати найбільш підходящий за рівнем складності, але в будь-якому випадку екстрим, заряд адреналіну та маса вражень гарантовані.
Річки України поділяються на три категорії, які враховують комплекс природних умов, до якого входять ухил русла, особливості течії, наявність природних перешкод та складність їх подолання, водний режим та ще деякі особливості. Кожна з таких груп має певну складність з погляду водного туризму та спорту.
1. Перша категорія, найнижча — сюди належать річки Причорноморської, Придністровської та Поліської низовини.
2. До другої категорії складності належать водні артерії Придніпровської, Волинської та Подільської височини.
3. До третьої категорії зараховують ріки Карпат — Черемош, Білий та Чорний Черемош, верхів'я Прута, Стрий, Тиса, а також Південний Буг. Саме на цих річках нині одержав найбільший розвиток рафтинг та екстремальні сплави на катамаранах, байдарках та каяках.

## Найпопулярніші водні об'єкти України
- Річка Чорний Черемош — приваблюють можливістю вибору маршруту різної складності. Новачки швидко набудуть навичок веслування на відрізку п. Берди — п. Дземброня, для просунутіших водників приготовлені складні пороги Великий та Малий Гук у вузькому скелястому каньйоні. Також, маршрути на цій ріці підійдуть і шанувальникам рафтингу.
- Річка Прут — підходить для охочих додати екстриму до свого відпочинку. Маршрути тут можуть подолати лише досвідчені водники, які мають навички проходження складних перешкод.

- Південний Буг — ділянка річки у Вінницькій області та Мигійські пороги в Миколаївській області — відмінне місце для рафтингу досвідченим водникам-початківцям. Навесні в період інтенсивних паводків рафтинг на Мигійських порогах може бути досить екстремальним. Зате влітку на цих порогах можна спокійно кататися, купатися і навіть засмагати. Гранітні каньйони, скелі та кар'єри створюють величну красу Національного парку «Гранітно-степове побужжя».
- Бурхливі гірські річки Карпат — приваблюють багатьох любителів екстремальних подорожей водою. Сюди щороку, навесні, коли рівень рік піднімається, приїжджає безліч професіоналів, любителів, а також новачків. І не біда, якщо вони ще нічого не вміють, організатори турів подбали, щоб поряд з ними знаходилися люди, які можуть навчити всьому необхідному. Охочих навчать навичкам веслування, проведуть інструктаж з техніки безпеки, а також забезпечать сплав потрібними засобами, касками та рятувальними жилетами. Крім того, на мандрівників чекають не тільки найцікавіші пороги, а й мальовничі околиці.